# Hail Satan?
Hail Satan? és una pel·lícula documental nord-americana del 2019 sobre el Temple satànic, incloent-hi els seus orígens i l'activisme polític de base. Dirigida per Penny Lane, la pel·lícula es va estrenar al Festival de Cinema de Sundance del 2019 i es va estrenar als Estats Units el 19 d'abril de 2019, distribuïda per Magnolia Pictures. La pel·lícula mostra als satanistes que treballen per preservar la separació d'església i estat davant el privilegi de la dreta cristiana.

## Resum
El documental segueix membres del temple satànic organitzant una sèrie d'accions públiques destinades a defensar la llibertat religiosa i a desafiar l'autoritat corrupta. Segons la sinopsi del documental "demostren que amb poc més que una idea intel·ligent, sentit de l'humor per entremaliadures i uns quants amics rebels, es pot parlar de veritat al poder d'algunes maneres realment profundes. Tan encantador i divertit com provocador, Hail Satan? ofereix una mirada oportuna a un grup de forasters sovint incompresos davant el compromís inacabable de la seva justícia social i política que s'ha apoderat milers de persones a tot el món".

## Producció
Lane volia combatre la visió generalitzada del pànic pel satanisme de la dècada de 1970 fins a la dècada de 1990, durant la qual els satanistes van ser qualificats de violadors i assassins, generalment de nens. Va explicar que la primera edició de la pel·lícula es va produir en aproximadament sis mesos, "concurrents amb la majoria de rodatges", després d'una llarga fase de recerca i desenvolupament.
Lane digué que inicialment pensava que el Temple Satànic només estava concebut com una broma, només per entendre posteriorment que "havien passat d'una mena de broma a ser una cosa real. […] La noció d'un moviment religiós que va néixer d'una broma semblava una història fantàstica, i no una que mai hagués escoltat abans. La idea de veure néixer una nova religió, just davant dels nostres ulls, i l'aspecte estrany i estrany que té, sobretot si no en formes part.
Lucien Greaves, cofundador i portaveu de Temple Satànic, inicialment es va mostrar reticent a permetre als cineastes accedir al funcionament interior de l'organització, dient que "la decisió de permetre a la directora Penny Lane no és fàcil" i afegint-hi" és molt estressant tenir un parell d'anys de filmació i no sé ni quina narració s'està construint a partir d'aquest tipus de metratge. No importa la confiança que tingueu en algú que no sabeu en última instància què serà el treball de la vostra vida".
Lane s'ha referit a la qüestió de com es diferencia el Temple Satànic de l'Església de Satanàs com "una pregunta realment interessant i complicada", i explicà a Birth Movies Death que "essencialment, el temple satànic no existiria sense l'Església de Satanàs. L'Església de Satanàs va codificar en primer lloc la idea del satanisme”, afegint “però aleshores tens un punt de partida enorme i un moment de reforma satànica on les creences del temple satànic són prou diferents de l'Església de Satanàs”, i explicant que "va ser molt difícil fer-ho bé perquè hi ha moltes més coses a dir sobre aquesta història de 50 anys" del que era possible en una sola pel·lícula.

## Recepció
Pel que fa a l'agregador Rotten Tomatoes, la pel·lícula té una qualificació d'aprovació del 96% basada en 127 ressenyes, amb una nota mitjana de 7,58/10. El consens crític del lloc web diu que "Hail Satanàs? Desafia les nocions preconcebudes del tema amb un despatx intel·ligent, enginyós i entretingut en general des de les primeres línies de la lluita per la justícia social". Pel que fa a Metacritic, la pel·lícula té una puntuació mitjana ponderada de 76 sobre 100, basat en 31 crítics, cosa que indica "ressenyes generalment favorables".
Guy Lodge de The Observer va enumerar la pel·lícula en els seus 20 documentals imprescindibles per explicar el món el 2020. Lodge ho va descriure com un "documental sensual, perceptiu i de vegades revoltós", "de moment no podreu veure una investigació més detallada sobre la llibertat religiosa, ni una de més divertida".